# Rayol-Canadel-sur-Mer
Pour les articles homonymes, voir Rayol (homonymie).
Le Rayol-Canadel sur Mer est une commune française située dans le département du Var en région Provence-Alpes-Côte d'Azur. La commune se compose de trois entités distinctes : d'ouest en est, Pramousquier (à cheval sur le Lavandou), le Canadel et le Rayol.
Le Rayol-Canadel fait partie de la communauté de communes du golfe de Saint-Tropez.

## Géographie

### Localisation
Le Rayol-Canadel se situe en Provence-Alpes-Côte d'Azur, au sud du département du Var. La commune se trouve le long de la route départementale côtière 559, axe est-ouest entre Marseille et Roquebrune-Cap-Martin.

### Communes limitrophes
Le Rayol-Canadel est limitrophe de trois communes, toutes situées dans le département du Var. Ces localités sont réparties géographiquement de la manière suivante :
|             | La Môle          |                   |
| Le Lavandou | Le Rayol-Canadel | Cavalaire-sur-Mer |
|             |                  |                   |

Face au Rayol-Canadel, au sud, se trouvent les Îles d'Or (île du Levant, île de Port-Cros, île de Bagaud) de la commune d'Hyères.

### Géologie et relief

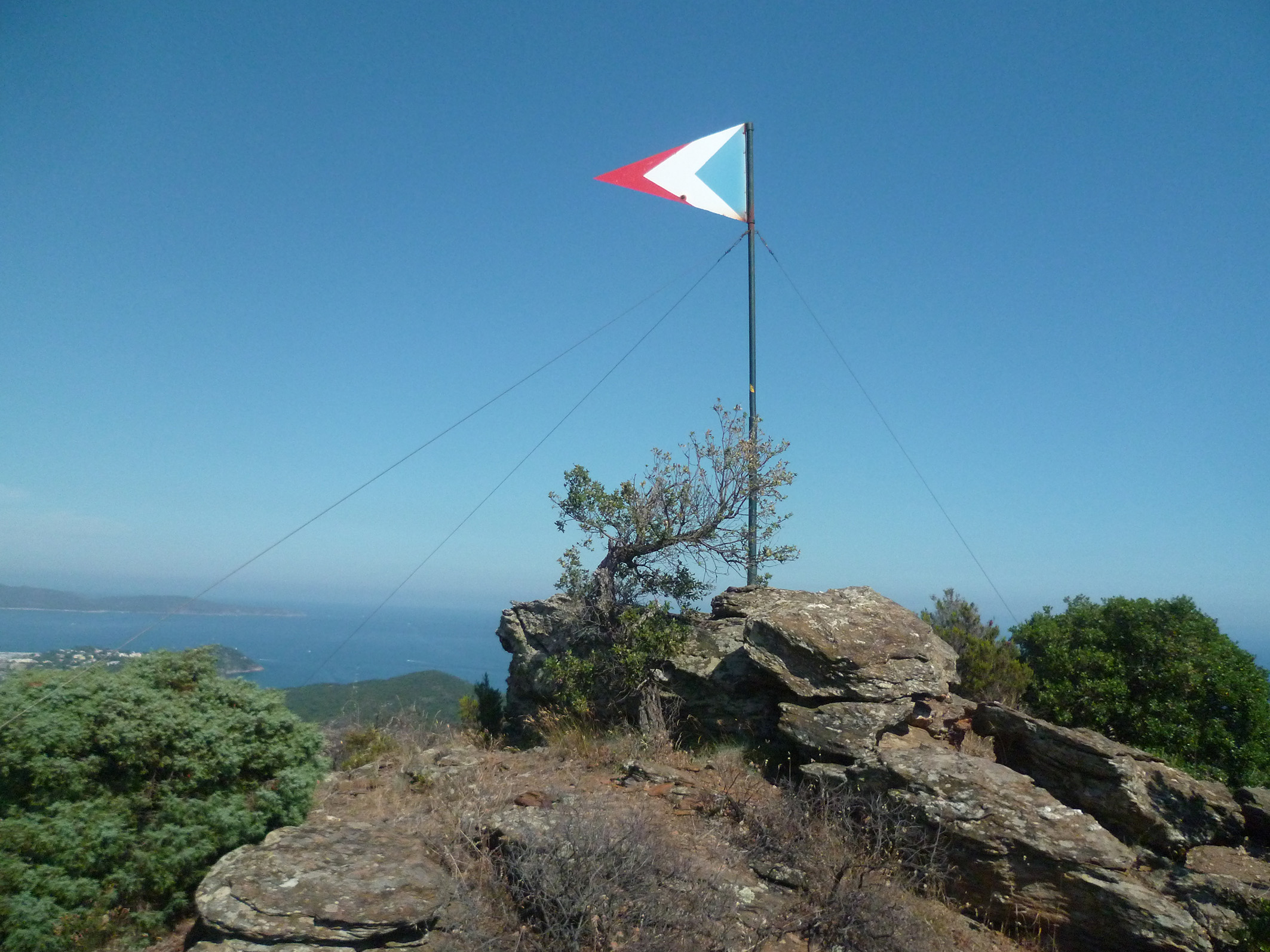
Le Drapeau est le point culminant de la commune (315,6 m).

Le point culminant de la commune s'élève à 315,6 m et se nomme le « Drapeau », du fait de la présence d'un drapeau métallique faisant également office de girouette. Deux chemins permettent d'y accéder :  des escaliers, les Degrés de la Mer, ou la piste forestière entre le col de l'Étoile et le col du Canadel.

### Sismicité
- Commune située dans une zone de sismicité 2 faible[1],[2].

### Hydrographie et les eaux souterraines
Cours d'eau traversant la commune :
- Ruisseaux de Carian, de Fenouillet, de Malatra et de Pramousquier.

### Voies de communication et transports

#### Voies routières
L'ancienne route nationale 559 traverse la commune d'ouest en est, reliant les trois quartiers principaux, dont les deux villages du Canadel et du Rayol et permet aussi de relier la commune au Lavandou à l'ouest, et à Cavalaire à l'est.
La route départementale n° 27 s'en détache au Canadel pour aller serpenter sur ses hauteurs, rejoindre la route des crêtes au col du Canadel, point culminant de la route et limite nord de la commune, puis redescendre par une série de lacets étroits, rejoindre La Môle à la sortie est du village, rencontrant l'ancienne route nationale 98. C'est à cet endroit que se trouve d'ailleurs l'aéroport de La Môle - Saint-Tropez.
La route, étroite et sinueuse, présente un tracé difficile et est limitée aux véhicules de moins de 7,5 tonnes et 8 mètres de long, car les croisements sont difficiles et les ravins présents quasi tout le long entre le parc d'attractions Niagara et le col du Canadel.

#### Voie verte
La plateforme de l'ancienne voie de chemins de fer de Provence (Train des Pignes) est en grande partie utilisée sur la commune comme piste cyclable en site propre. Elle constitue un tronçon de la voie cyclable de Toulon à Saint-Raphaël par le littoral.

#### Transports en commun
- Transport en Provence-Alpes-Côte d'Azur

Commune desservie par le réseau régional de transports en commun Zou !. Les collectivités territoriales ont en effet mis en œuvre un « service de transports à la demande » (TAD), réseau régional Zou !.
La commune est desservie par le réseau Varlib (lignes 746-7801-7803-7821-8814-8844-8730). Elle était auparavant desservie par la ligne 103 du réseau départemental avant 2009. Elle fut aussi desservie par la ligne des chemins de fer de Provence desservant le littoral varois entre Hyères et Saint-Raphaël, par les haltes du Canadel (à l'emplacement actuel de la chapelle) et du Rayol (un peu en contrebas de l'office de tourisme).

#### Transports aériens
- Une hélisurface d'urgence, uniquement à vocation sanitaire, existe près de l'antenne de retransmission télévisuelle près du cimetière.
- Aéroport du Golfe de Saint-Tropez - La Môle.
- Aéroport de Toulon-Hyères.
- Aéroport de Nice-Côte d'Azur.

### Climat
Pour des articles plus généraux, voir Climat de Provence-Alpes-Côte d'Azur et Climat du Var.
En 2010, le climat de la commune est de type climat méditerranéen franc, selon une étude du Centre national de la recherche scientifique s'appuyant sur une série de données couvrant la période 1971-2000. En 2020, Météo-France publie une typologie des climats de la France métropolitaine dans laquelle la commune est exposée à un climat méditerranéen et est dans la région climatique  Var, Alpes-Maritimes, caractérisée par une pluviométrie abondante en automne et en hiver (250 à 300 mm en automne), un très bon ensoleillement en été (fraction d’insolation > 75 %), un hiver doux (8 °C) et peu de brouillards. 
Pour la période 1971-2000, la température annuelle moyenne est de 15,7 °C, avec une amplitude thermique annuelle de 14,6 °C. Le cumul annuel moyen de précipitations est de 879 mm, avec 5,9 jours de précipitations en janvier et 1,4 jours en juillet. Pour la période 1991-2020, la température moyenne annuelle observée sur la station météorologique de Météo-France la plus proche, « Cogolin_sapc », sur la commune de Cogolin à 12 km à vol d'oiseau, est de 15,6 °C et le cumul annuel moyen de précipitations est de 958,0 mm. 
La température maximale relevée sur cette station est de 42 °C, atteinte le 22 août 2023 ; la température minimale est de −9,5 °C, atteinte le 30 décembre 2005,,. 
Les paramètres climatiques de la commune ont été estimés pour le milieu du siècle (2041-2070) selon différents scénarios d'émission de gaz à effet de serre à partir des nouvelles projections climatiques de référence DRIAS-2020. Ils sont consultables sur un site dédié publié par Météo-France en novembre 2022.

## Urbanisme

### Typologie
Au 1er janvier 2024, Rayol-Canadel-sur-Mer est catégorisée commune rurale à habitat dispersé, selon la nouvelle grille communale de densité à sept niveaux définie par l'Insee en 2022.
Elle appartient à l'unité urbaine de Bormes-les-Mimosas-Le Lavandou, une agglomération intra-départementale regroupant trois  communes, dont elle est une commune de la banlieue,,. Par ailleurs la commune fait partie de l'aire d'attraction de Bormes-les-Mimosas, dont elle est une commune de la couronne,. Cette aire, qui regroupe 3 communes, est catégorisée dans les aires de moins de 50 000 habitants,.
La commune, bordée par la mer Méditerranée, est également une commune littorale au sens de la loi du 3 janvier 1986, dite loi littoral. Des dispositions spécifiques d’urbanisme s’y appliquent dès lors afin de préserver les espaces naturels, les sites, les paysages et l’équilibre écologique du littoral, tel le principe d'inconstructibilité, en dehors des espaces urbanisés, sur la bande littorale des 100 mètres, ou plus si le plan local d’urbanisme le prévoit.

### Occupation des sols
L'occupation des sols de la commune, telle qu'elle ressort de la base de données européenne d’occupation biophysique des sols Corine Land Cover (CLC), est marquée par l'importance des forêts et milieux semi-naturels (61,7 % en 2018), en diminution par rapport à 1990 (62,9 %). La répartition détaillée en 2018 est la suivante : 
milieux à végétation arbustive et/ou herbacée (55,4 %), zones urbanisées (36,6 %), forêts (6,3 %), eaux maritimes (1,8 %). L'évolution de l’occupation des sols de la commune et de ses infrastructures peut être observée sur les différentes représentations cartographiques du territoire : la carte de Cassini (XVIIIe siècle), la carte d'état-major (1820-1866) et les cartes ou photos aériennes de l'IGN pour la période actuelle (1950 à aujourd'hui).

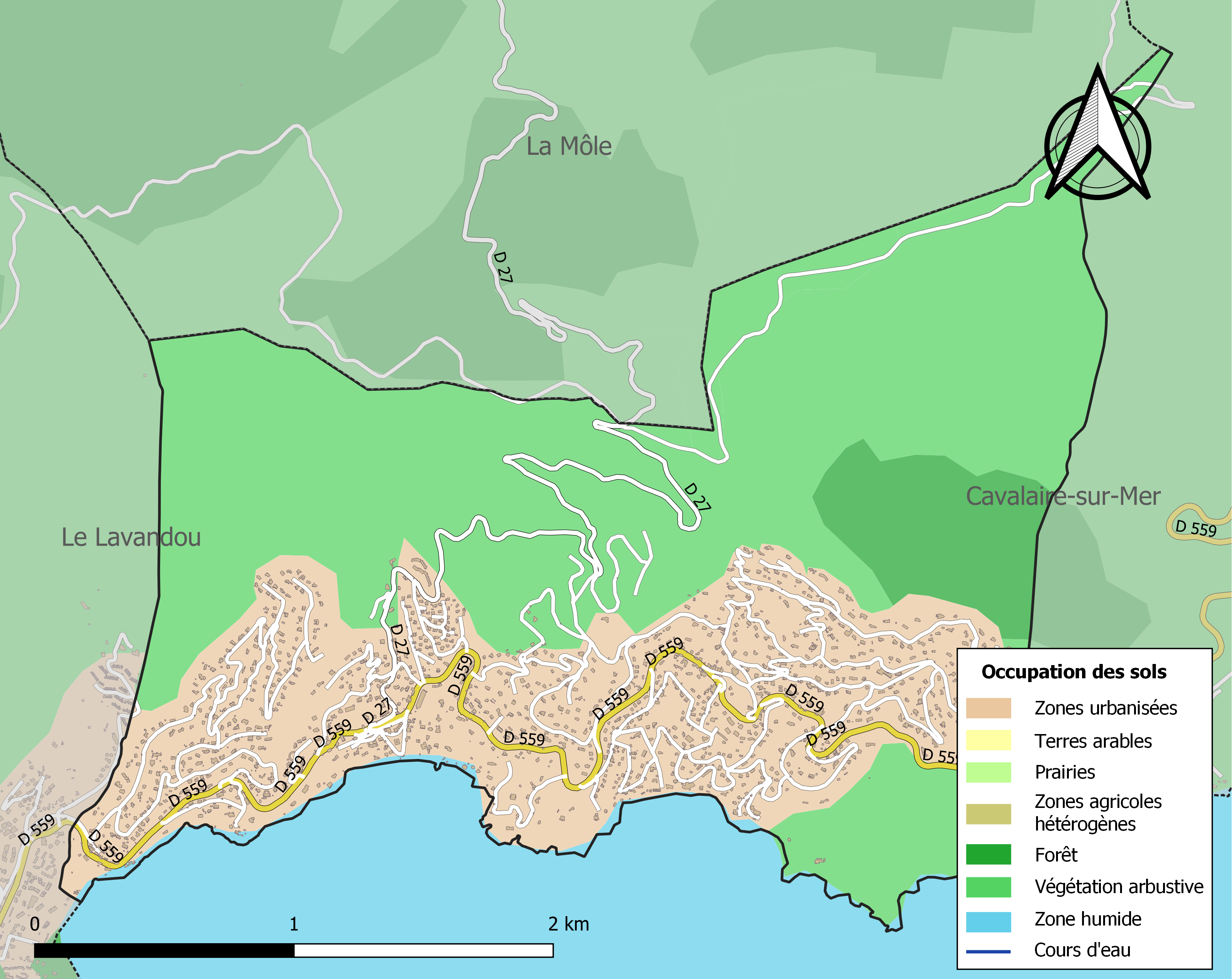
Carte des infrastructures et de l'occupation des sols de la commune en 2018 (CLC).

## Toponymie

### Étymologie
L'origine toponymique de la commune se retrouve dans le provençal raiòu signifiant « ruisseau » et dans le préfixe pré-indoeuropéen can- évoquant l'idée de hauteur.

### Usage du déterminant
La situation de la commune est curieuse, car très officiellement, le nom est Rayol-Canadel sur Mer, or dans les faits, et avant même la création de la commune en 1949, l'usage a toujours été de dire Le Rayol-Canadel sur Mer. La mairie elle-même emploie le déterminant dans son courrier officiel ou lors de diverses manifestations.
Ainsi, comme de nombreuses communes dotées d'un déterminant masculin dans leur nom (Le Cannet, Le Lavandou, Le Touquet-Paris-Plage, etc.), l'usage consiste à considérer ce premier comme tel grammaticalement et non comme une partie intangible du nom. De ce fait, il est correct de parler de la plage « du Rayol », et non de la plage « de Rayol ». De même pour le fait de se rendre « au Rayol » plutôt que « à Rayol » ou « à Le Rayol ».

## Histoire

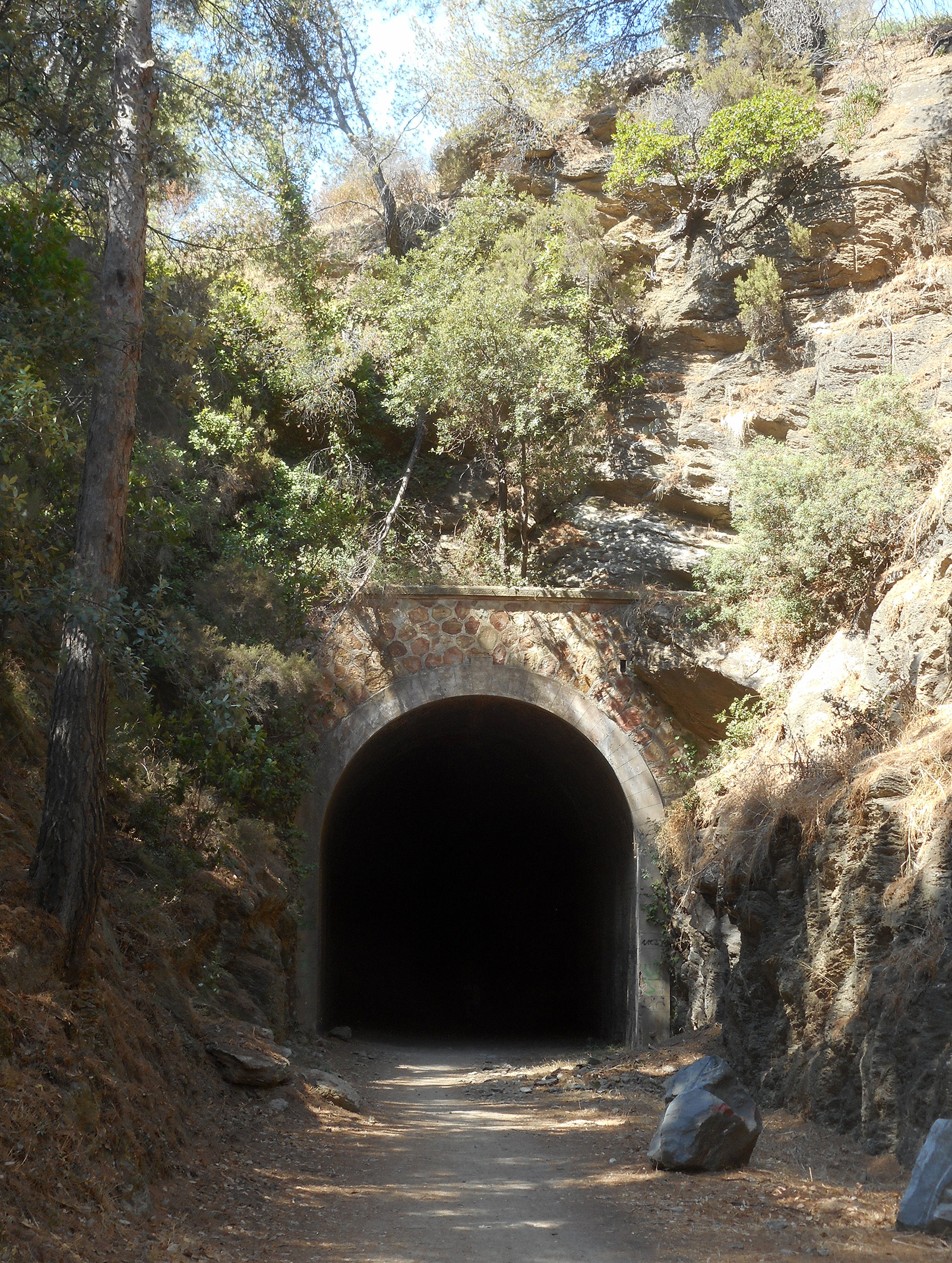
Entrée, côté Rayol, de l'ancien tunnel ferroviaire de Malpagne entre le Rayol et le Canadel.

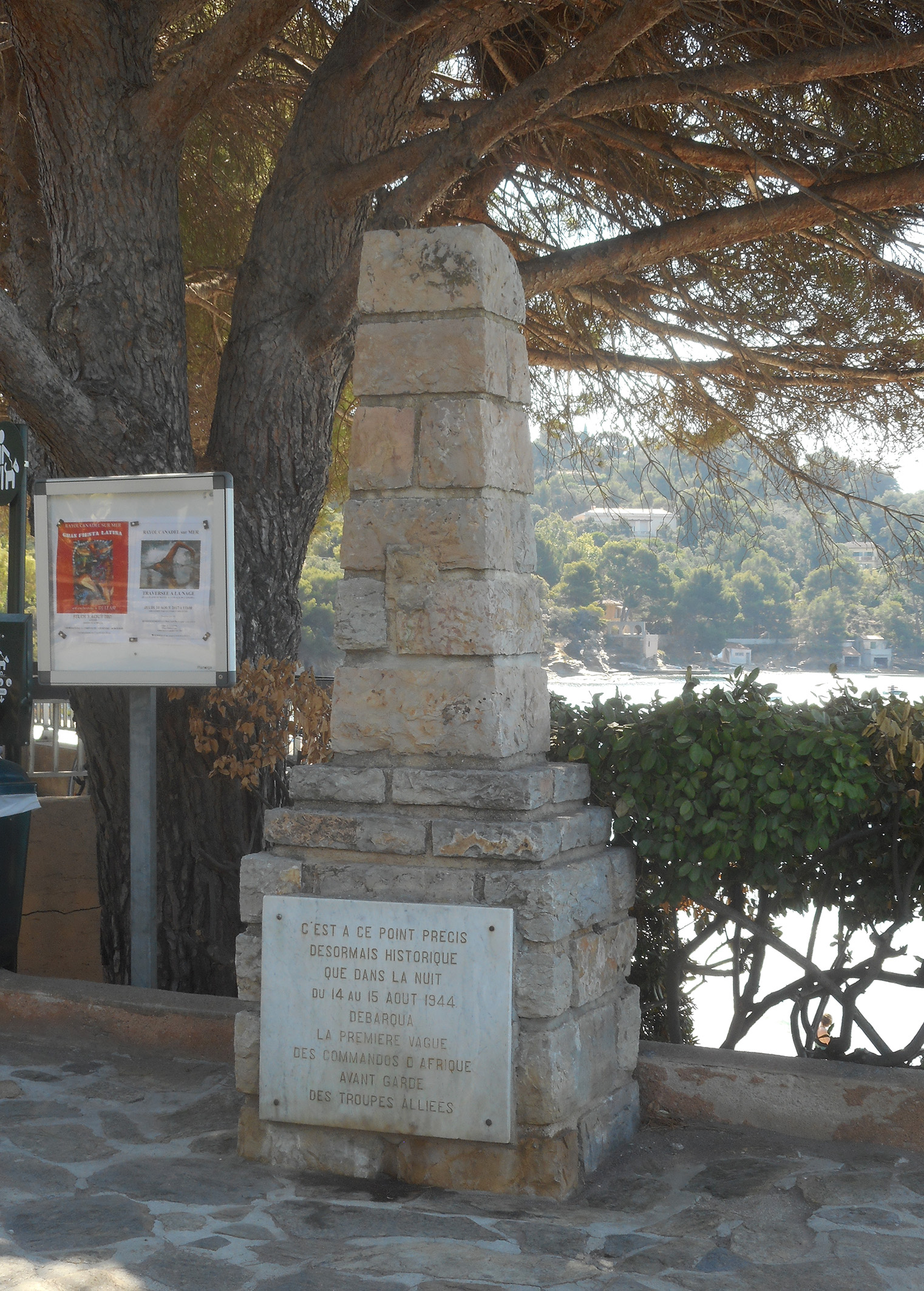
Stèle des Commandos d'Afrique, plage du Canadel.

Sur le cadastre de 1808, consultable auprès des archives du conseil général du Var, le territoire du Rayol-Canadel est une forêt de chênes-lièges et de bruyères, ne comportant que quelques cabanes de bergers ou d'exploitants de liège (démasclage). Ce n'est que vers 1925 que fut créée la station balnéaire et climatique du Rayol-Canadel par la « Compagnie d'entreprises immobilières pour l'aménagement et l'extension des villes » sur 300 hectares des versants sud des collines de front de mer de la commune de La Môle.
Cette création a été facilitée par la ligne des Chemins de fer de Provence créée en 1889 et reliant Saint-Raphaël à Hyères. D'importants travaux d'aménagement furent entrepris : 35 km de voies, des escaliers, des jardins publics, plusieurs hôtels, la pergola du Patec, une jetée de la plage, le tout organisé autour d'un « village provençal ». La commune du Rayol-Canadel a été finalement constituée le 30 août 1949 par une scission de la commune de La Môle, prenant acte des divergences d'intérêts entre la commune de La Môle, à tradition plutôt agricole à l'époque, et ceux du Rayol-Canadel résolument orientés vers le tourisme.
Le 14-15 août 1944, les plages de la commune servirent à l'opération Anvil Dragoon lors du débarquement de Provence. La première vague de Commandos d'Afrique devait débarquer sur la plage du Rayol (facilement repérable grâce au grand escalier qui dessert la plage est) mais débarqua finalement, à la suite d'une erreur de navigation, sur la plage du Canadel. Deux stèles commémoratives ont été érigées au Canadel : la « Borne no 1 » et la « Stèle des Commandos d'Afrique ». Plusieurs rues de la commune portent le nom de militaires ou de corps ayant participé à la libération (Colonel-Bouvet, Commandant-Rigaud, Capitaine-Thorel, Commandos-d'Afrique, des Américains, etc.). La journée de commémoration du 15 août est souvent l'occasion de défilés de véhicules militaires d'époque.
La station prend finalement son plein essor dans les années d'après-guerre. Son caractère calme et familial en fait une destination de vacances très appréciée. Dans les années 1970-1980, les plages, le club de tennis tenu par la famille Auray sont des lieux où les vacanciers se retrouvent. Des personnalités peuvent y passer leurs vacances loin de l'agitation des médias, comme Sacha Distel, Christian Lopez ou Jacques Loussier, tout en appréciant néanmoins sa proximité avec Saint-Tropez.
Grâce au respect du plan d'origine du lotissement des années 1920 et aux règles d'urbanisme de l'époque, et malgré quelques excès, la commune du Rayol-Canadel est aujourd'hui une des zones du littoral méditerranéen français les plus préservées. Le grand domaine Courmes, puis Potez est devenu depuis le début des années 1990 propriété du Conservatoire du littoral. Il est aujourd'hui connu sous le nom de Domaine du Rayol.
Néanmoins, et principalement à cause de l'envolée des prix de l'immobilier et du vieillissement de la population partiellement consécutif, le Rayol-Canadel est la commune du département du Var ayant perdu, en proportion, le plus de population entre les deux derniers recensements (1999-2006 : -17 %).

## Politique et administration
Pour mémoire, la commune du Rayol-Canadel est créée le 30 août 1949.

### Liste des maires
| Période   | Période   | Identité               | Étiquette | Qualité  |
| --------- | --------- | ---------------------- | --------- | -------- |
| 1949      | 1959      | Michel Goy             |           |          |
| mars 1959 | juin 1995 | Étienne Gola           | RPR       |          |
| juin 1995 | mars 2001 | Henry-Paul Goy         |           |          |
| mars 2001 | mars 2014 | Anne-Marie Coumarianos | DVD       |          |
| mars 2014 | en cours  | Jean Plenat            | SE        | Retraité |

### Jumelage
Sous la municipalité de Jean Plénat, le Rayol-Canadel s'est jumelé en 2018 avec la commune balnéaire allemande de Strande.

## Population et société

### Démographie

#### Évolution démographique
L'évolution du nombre d'habitants est connue à travers les recensements de la population effectués dans la commune depuis 1954. Pour les communes de moins de 10 000 habitants, une enquête de recensement portant sur toute la population est réalisée tous les cinq ans, les populations de référence des années intermédiaires étant quant à elles estimées par interpolation ou extrapolation. Pour la commune, le premier recensement exhaustif entrant dans le cadre du nouveau dispositif a été réalisé en 2005.

En 2022, la commune comptait 644 habitants, en évolution de −10,18 % par rapport à 2016 (Var : +4,98 %, France hors Mayotte : +2,11 %).
| 1954 | 1962 | 1968 | 1975 | 1982 | 1990 | 1999 | 2005 | 2006 |
| ---- | ---- | ---- | ---- | ---- | ---- | ---- | ---- | ---- |
| 368  | 456  | 613  | 846  | 868  | 871  | 700  | 508  | 583  |

| 2010 | 2015 | 2020 | 2022 | - | - | - | - | - |
| ---- | ---- | ---- | ---- | - | - | - | - | - |
| 727  | 721  | 646  | 644  | - | - | - | - | - |

Toutefois, les recensements démographiques ne rendent pas compte d'un phénomène très particulier lié au statut de station balnéaire : l'arrivée massive lors des périodes de vacances, notamment en juillet et en août, de vacanciers. La commune ne comporte aucun camping et peu d'hôtels, mais de très nombreuses résidences secondaires. Ainsi, les estimations municipales considèrent que la population estivale de la commune est d'environ 5 000 personnes. Cet important « gonflement » de la population, sur l'ensemble du littoral d'ailleurs, a des conséquences très concrètes sur le volume des eaux usées à traiter par exemple. Elle explique aussi la diversité et l'importance du nombre de commerces pour de petites communes (Le Rayol bénéficie d'un cabinet médical, d'une pharmacie, de restaurants, de deux boulangeries, d'un tabac-presse, d'une boucherie, d'un peintre en bâtiment, d'un plombier, etc.) dont la survie économique ne pourrait se faire sans l'important marché économique que représentent les « estivants ».
D'un point de vue sociologique, seuls les « hivernants » (ceux qui passent l'hiver au Rayol-Canadel, et donc par extension qui y résident à l'année) sont considérés localement comme de « vrais » Rayolais-Canadéliens, quand bien même certains « estivants » passent depuis des décennies plusieurs mois par an dans la commune.

## Culture locale et patrimoine

### Lieux et monuments

#### Patrimoine religieux
- Église Sainte-Thérèse-de-l'Enfant-Jésus (Marcel Guesnot, architecte), tout début des années 1930, au Rayol.
- Chapelle Notre-Dame du Rosaire, au Canadel (Delrue, architecte). Érigée en  1962 à l'emplacement de la petite gare-halte du Canadel. Des plaques commémoratives en marbre à l'intérieur rappellent les Commandos d'Afrique et la reconnaissance de la commune pour avoir été préservée des très violents incendies de forêts d'août 1965. Une grande peinture murale, signée de Wolf, orne le chœur depuis 1981.

#### Patrimoine civil et militaire
- Monuments et stèles à la mémoire des Commandos d'Afrique, débarqués dans la nuit du 14 au 15 août 1944[25],[26],[27].
- Nécropole nationale du Rayol-Canadel sur Mer[28].
- Pergola ronde du Patec et grand escalier fleuri (les Degrés), inscrits au titre des monuments historiques par arrêté du 14 décembre 1989[29]. Cet ensemble a été restauré durant les années 2000. À noter que Germont[30] et certains articles dans des revues touristiques qualifient la pergola du Patec d'ancienne aire de battage de grains, ce qui est un non-sens historique (la pergola et les escaliers du centre résultent d'une création balnéaire de la fin des années 1920) et géographique (une telle aire de battage n'aurait pu s'expliquer que par des champs de céréales, qui n'ont jamais existé dans la commune).
- Les Degrés de la Mer puis Degrés du Centre, escalier qui relie la plage ouest du Rayol au « Drapeau », point culminant de la commune à 315,6 m. Si les premières portions sont totalement maçonnées, une partie supérieure de l'escalier était en rondins de bois. Des campagnes de restauration successives au cours des années 2010 ont permis de restituer récemment cet ensemble jusqu'au sommet où est installé un drapeau métallique. En 2017, de nouvelles campagnes ont créé des marches maçonnées dans les derniers tronçons du parcours, au plus près de la piste forestière.
- Grand escalier d'accès de la plage est du Rayol. Il devait servir de point de repère pour le Débarquement de Provence.
- Tour sarrazine, aussi appelée Tour des Sarrazins ou encore Tour Malpagne ou Tour Malpeigne[31] Ruines privées. Ne se visite pas mais elles sont visibles toutefois depuis la mer. La tradition, renforcée par la domiciliation (chemin de la tour des Sarrazins) fait remonter ces ruines, comme la plupart des constructions anciennes non datées dans les Maures, à l'époque des Sarrazins. En réalité, aucune étude scientifique et archéologique n'ayant été menée, il est difficile de se prononcer. Les archives les plus anciennes la mentionnant datent de 1714.

### Patrimoine naturel
- La commune abrite un jardin botanique renommé, le Domaine du Rayol[32], propriété du Conservatoire du littoral.

### Points de vue remarquables
- Col du Canadel, sur la route de la Môle. Panorama sur la mer et les Îles d'Hyères.
- Vallon du Fenouillet.

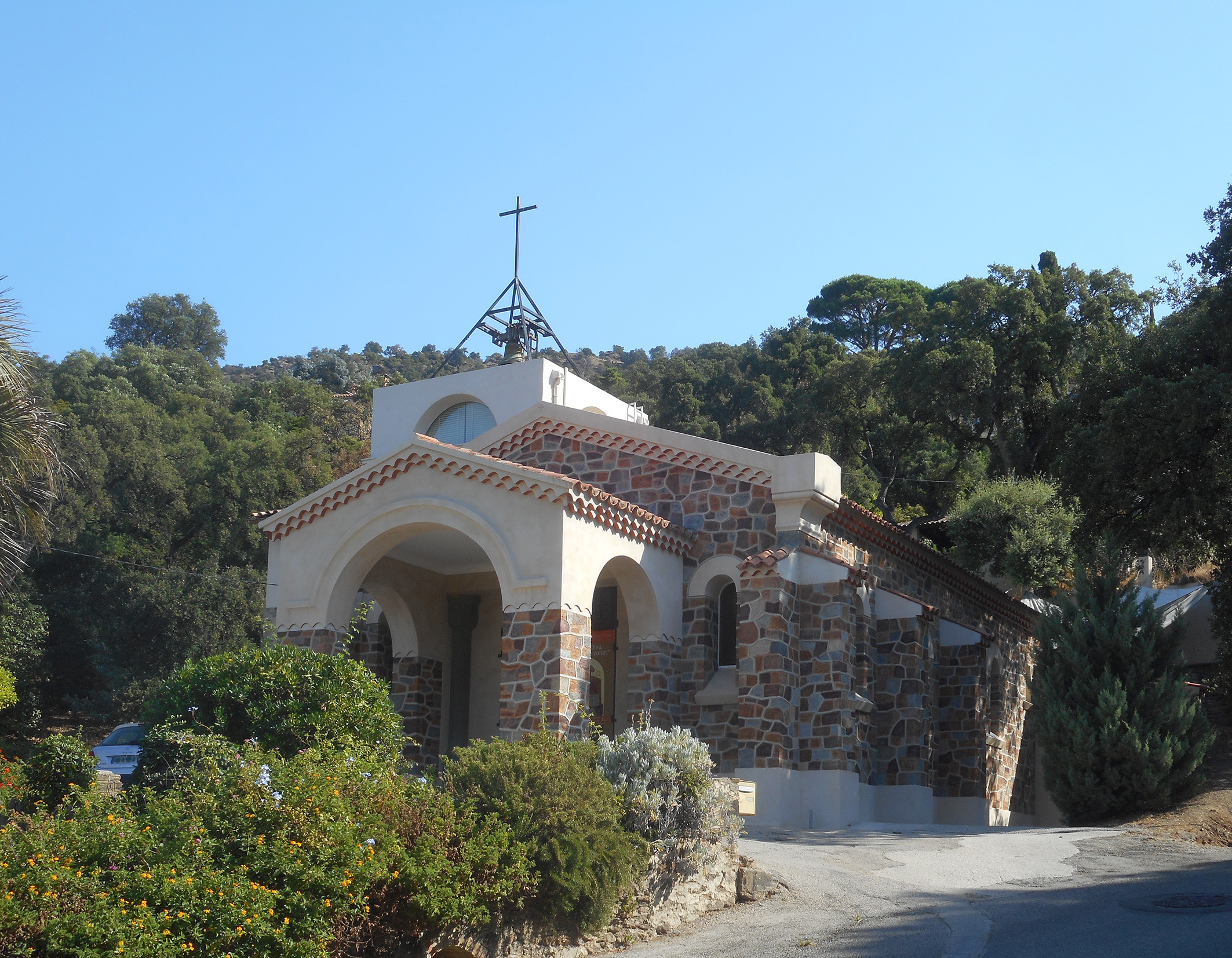
L'église Sainte-Thérèse du Rayol.
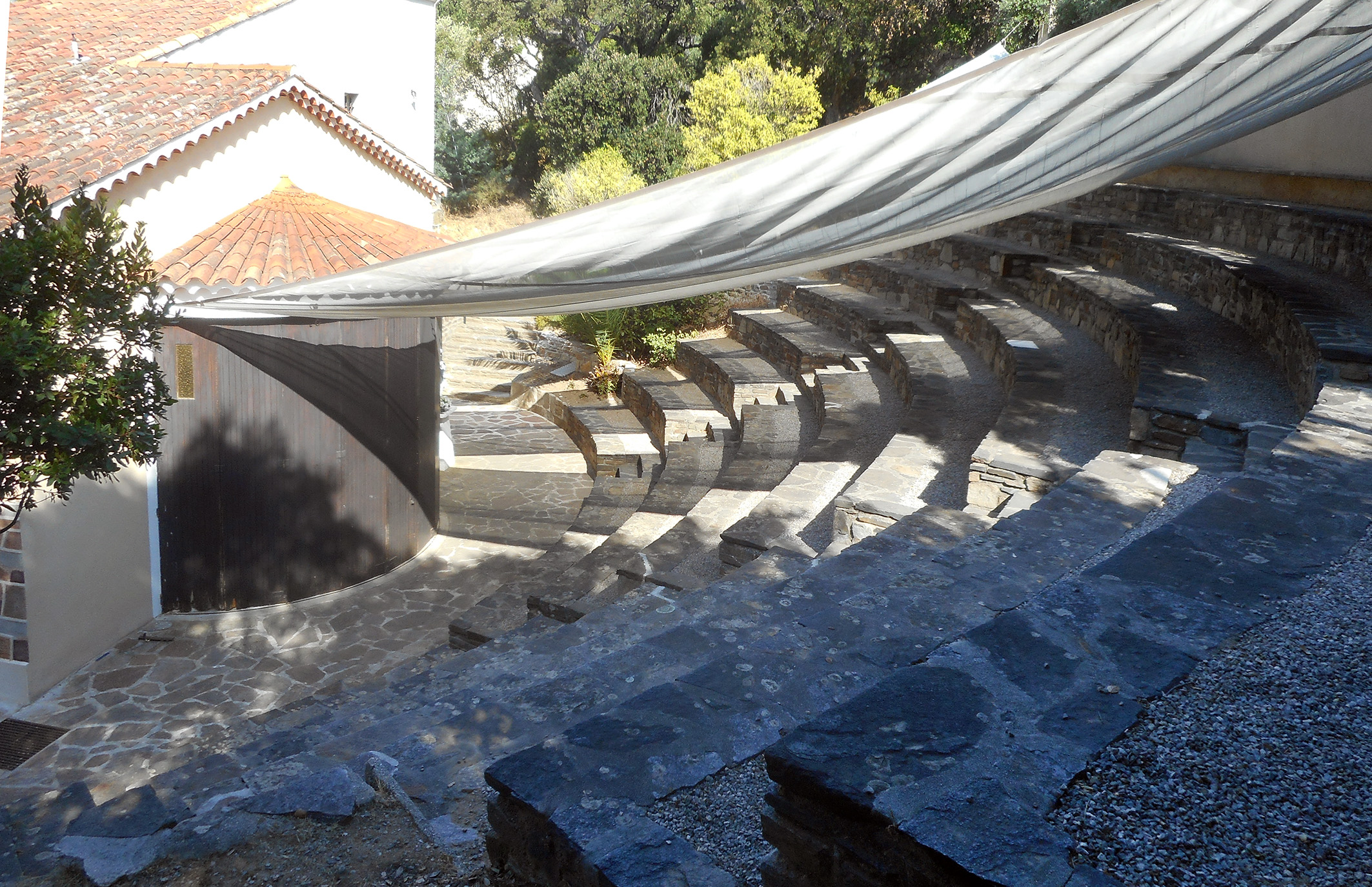
L'amphithéâtre au chevet de l'église du Rayol.
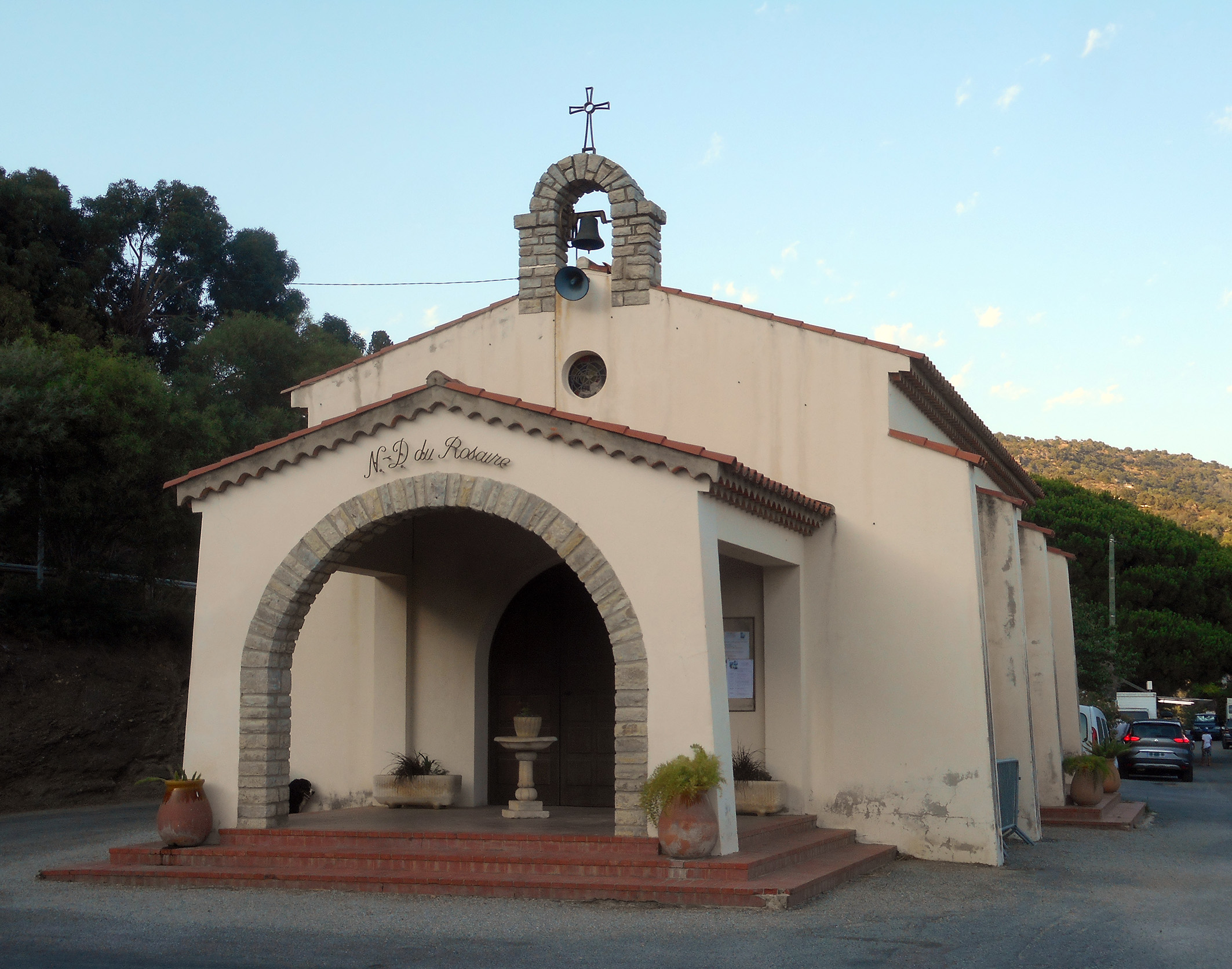
Chapelle Notre-Dame-du-Rosaire au Canadel.
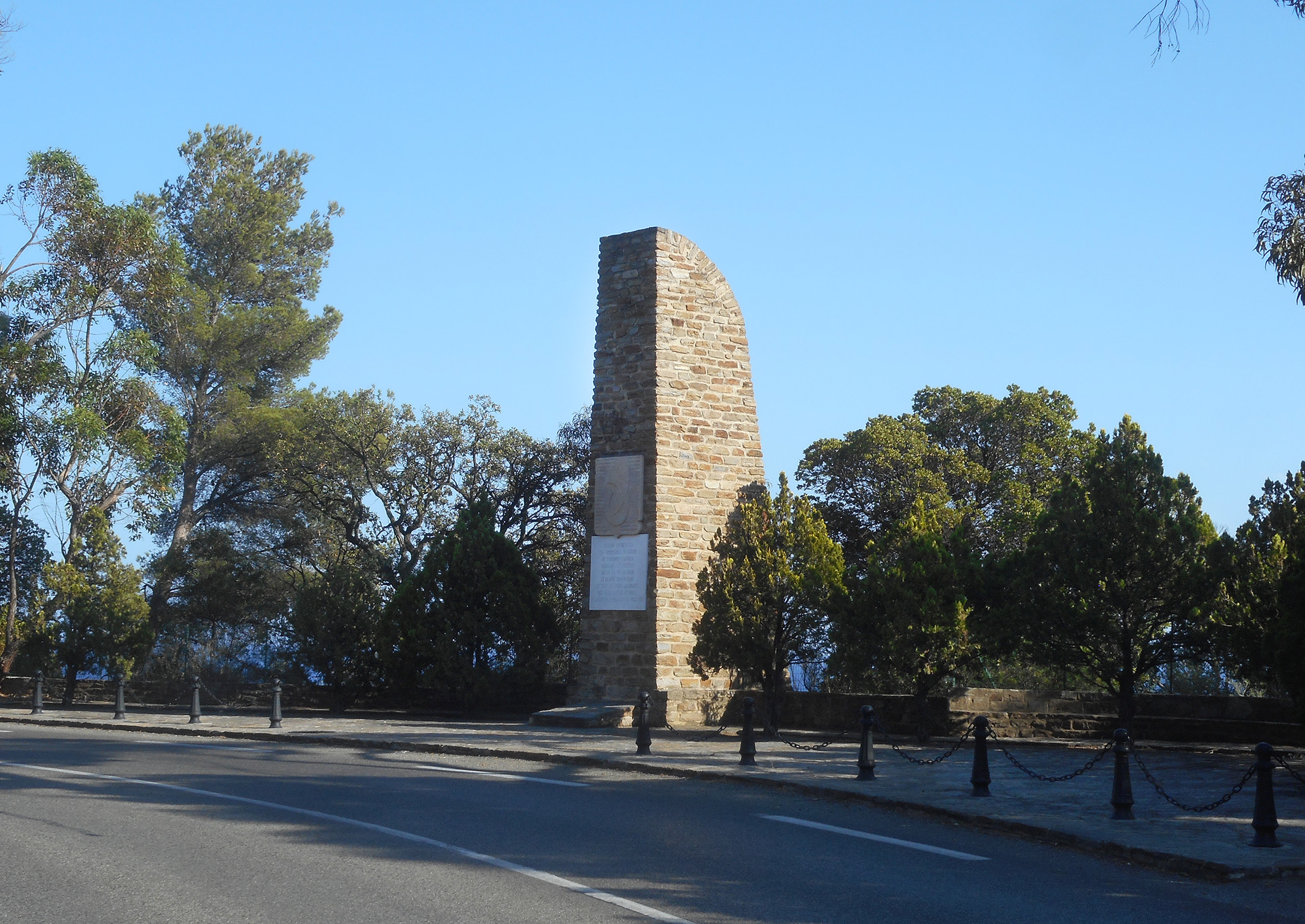
Stèle en mémoire des Commandos d'Afrique, à Pramousquier (partie Rayol-Canadel).
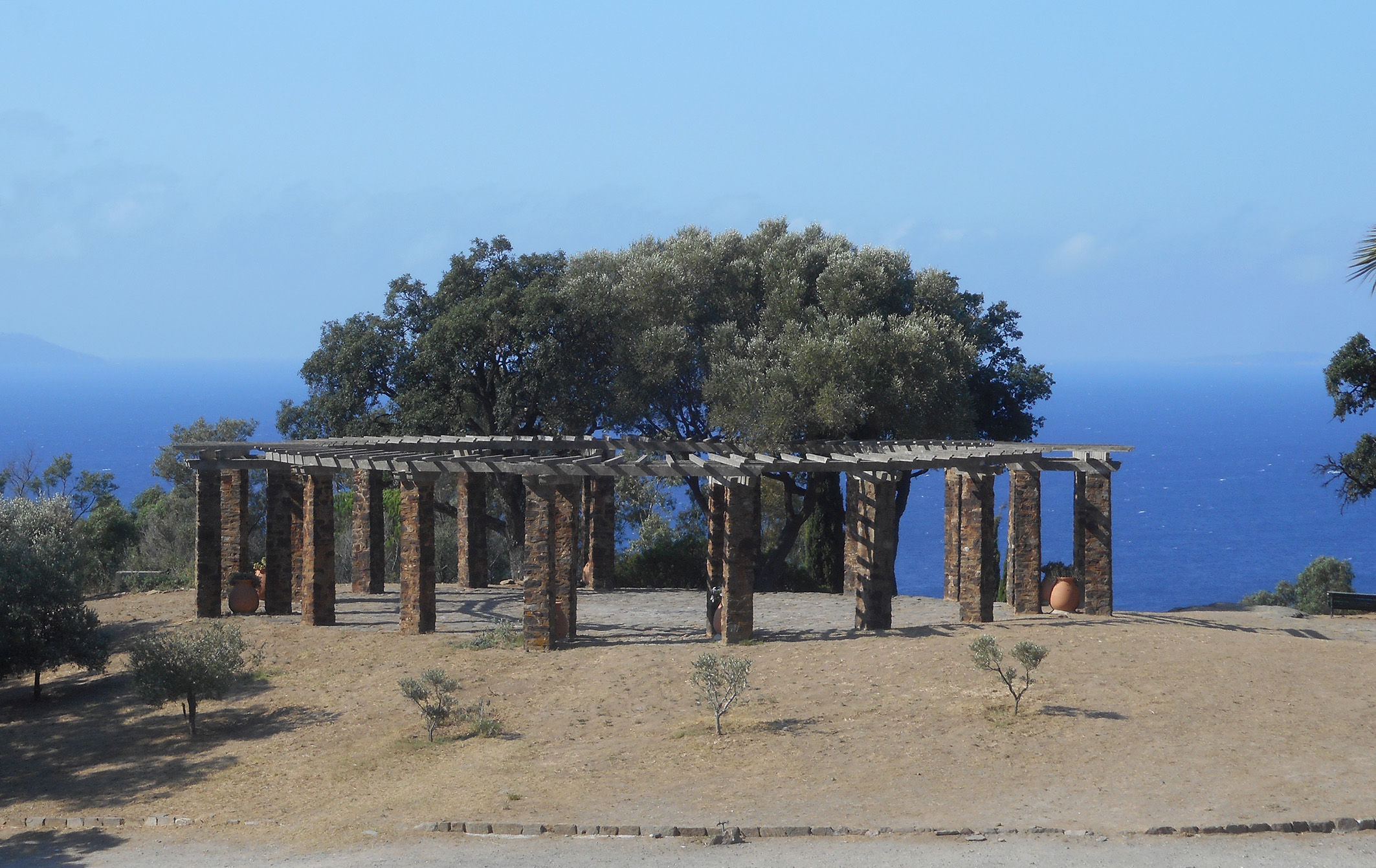
La pergola du Patec au Rayol.
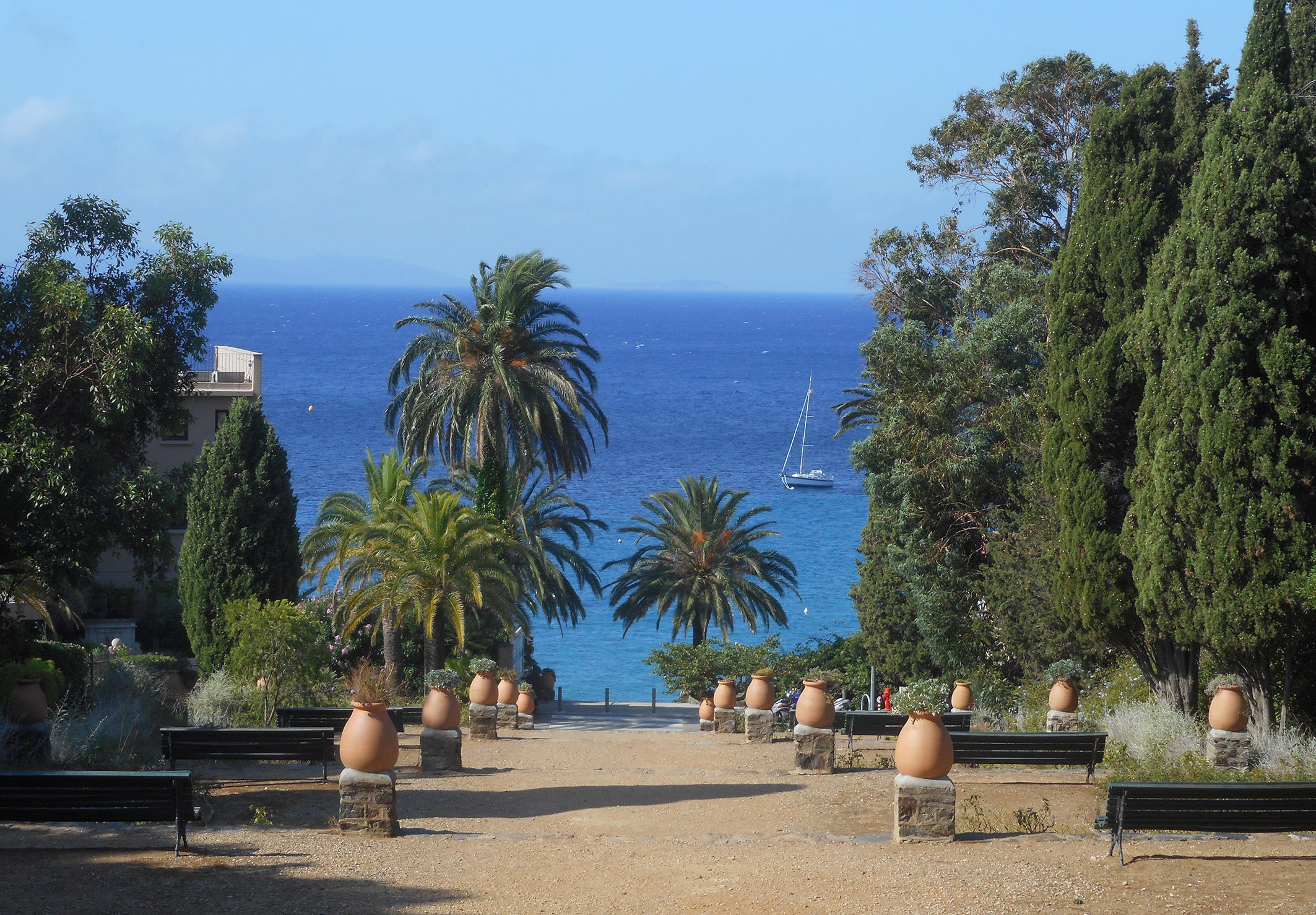
Les Degrés de la Mer, entre la plage du Rayol et le square Jean-Aicard.
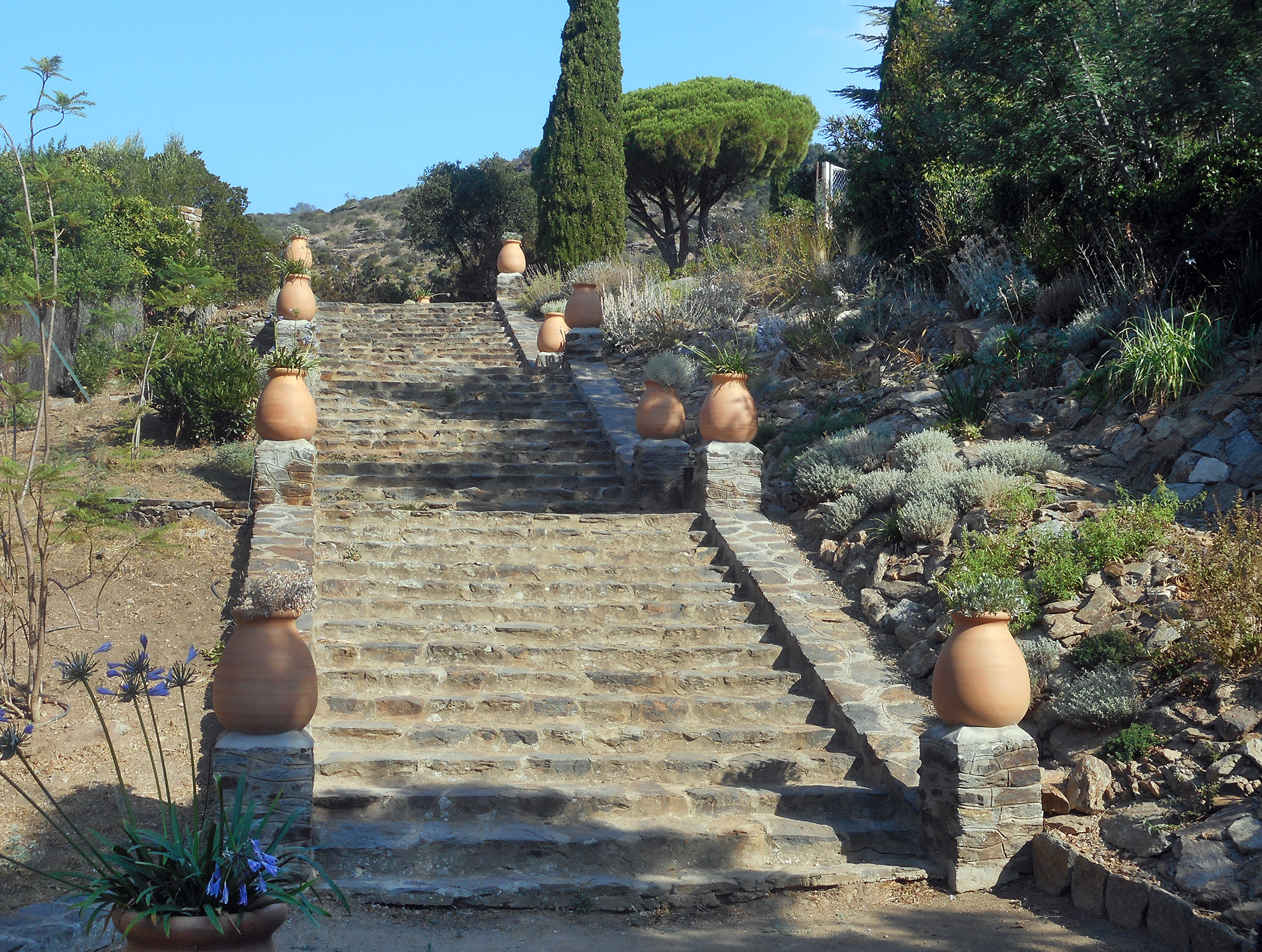
Les Degrés du Centre, entre l'avenue du Capitaine-Thorel et l'avenue Etienne-Gola, anciennement Touring Club de France.
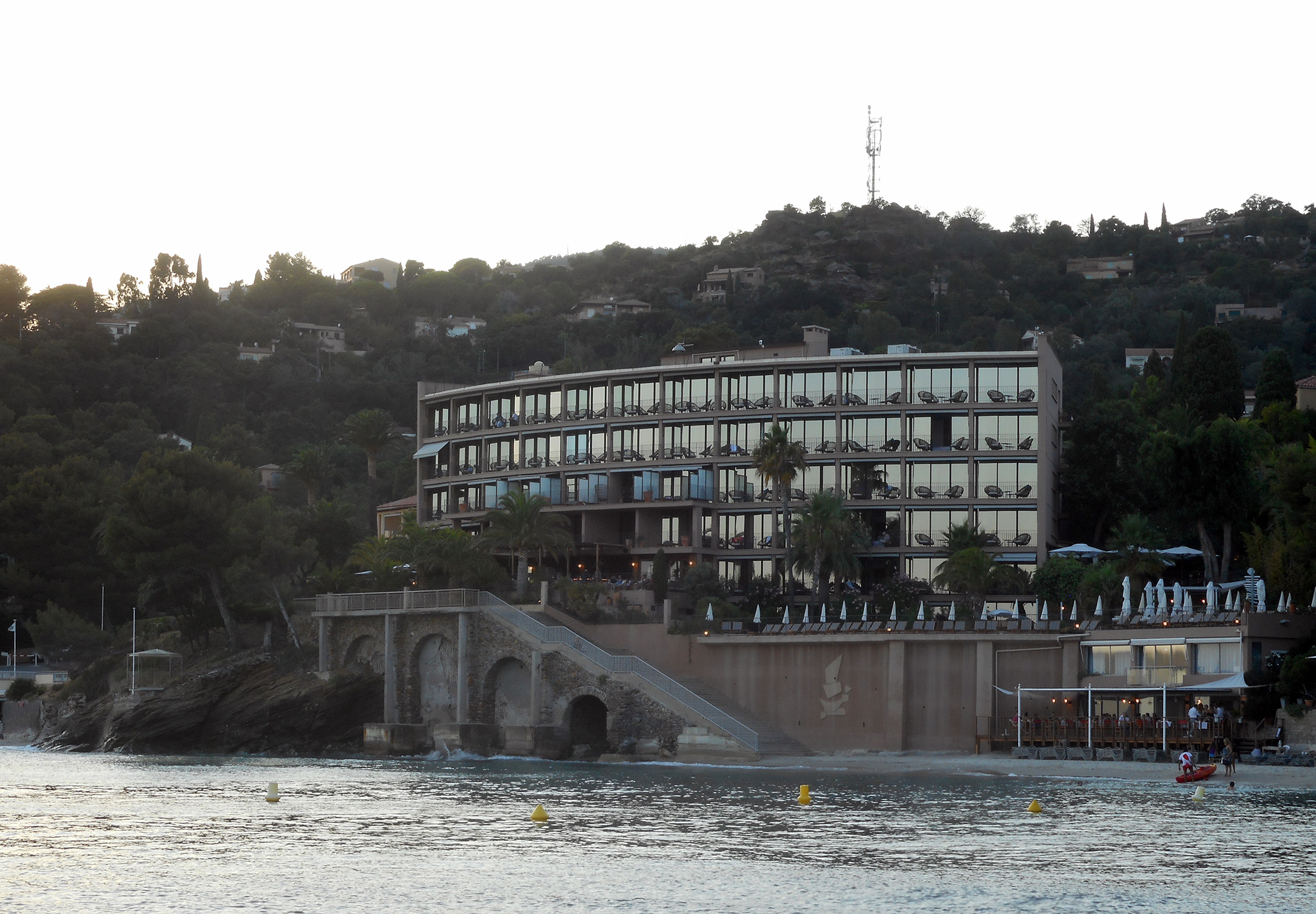
Le Grand Escalier de la plage est du Rayol que surplombe l'hôtel Le Bailli de Suffren.
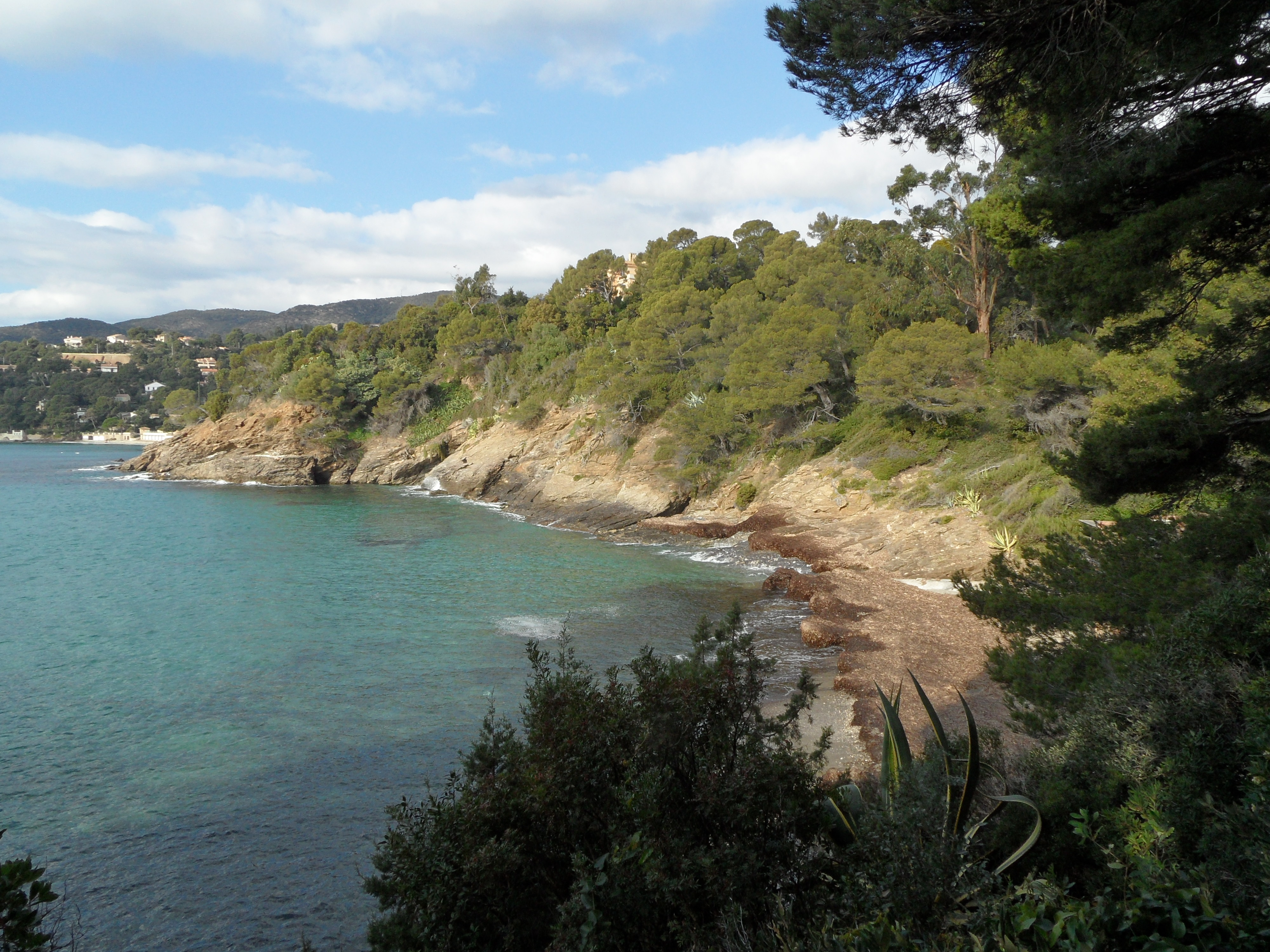
L'anse du Figuier, plage du Domaine du Rayol.
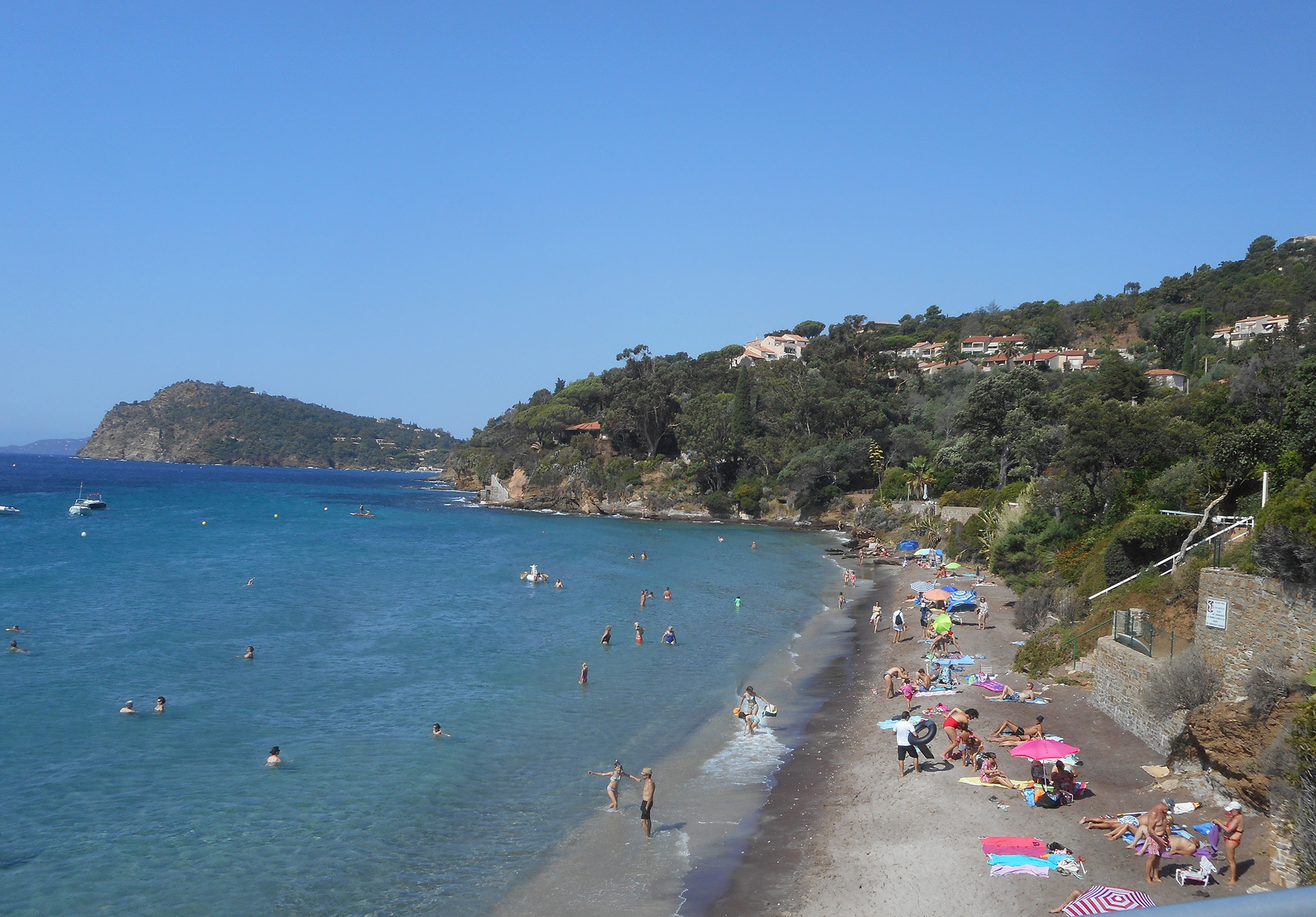
Partie ouest de la plage du Canadel. À l'arrière-plan, le cap Nègre.
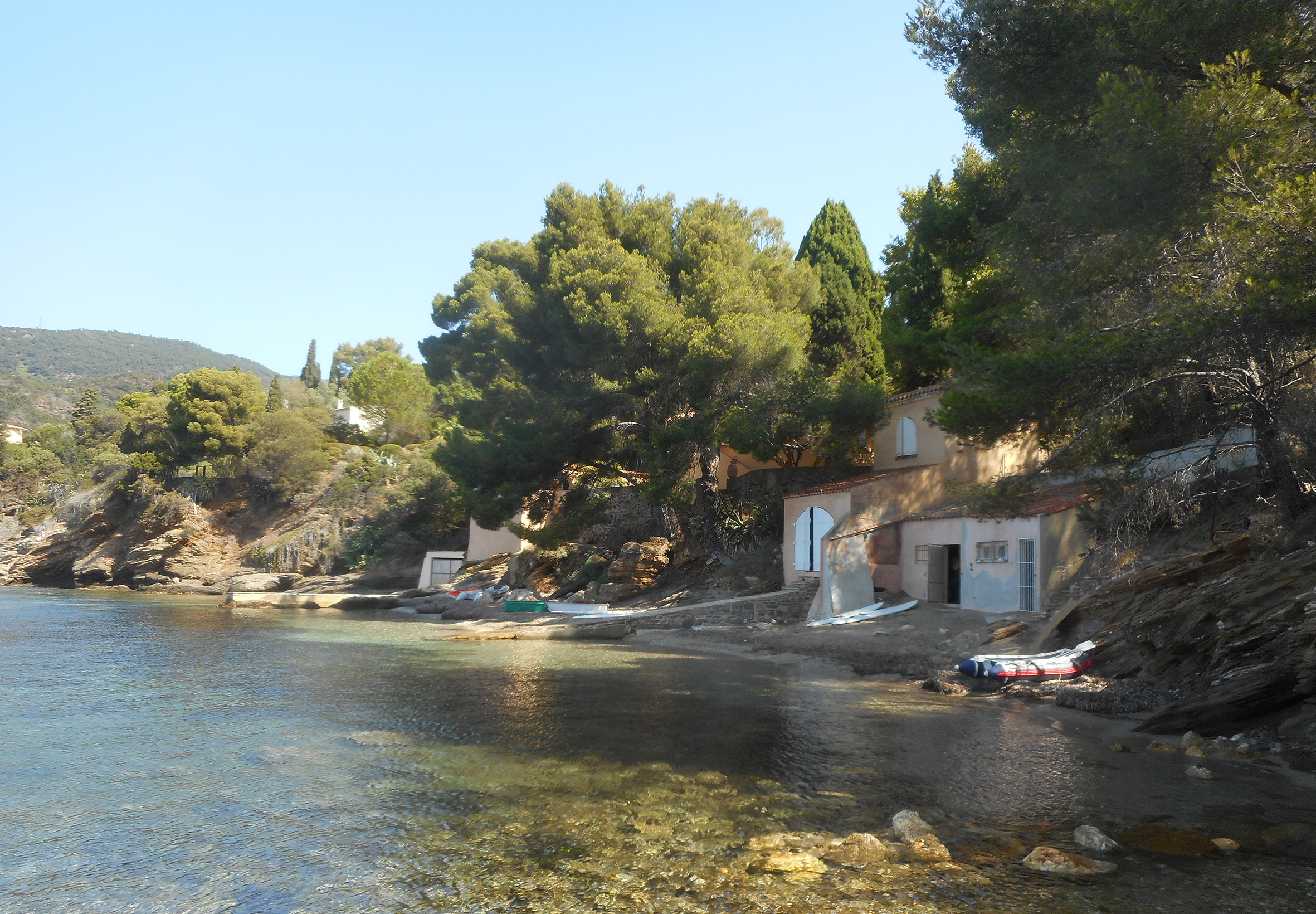
L'anse du Petit Port au Canadel.
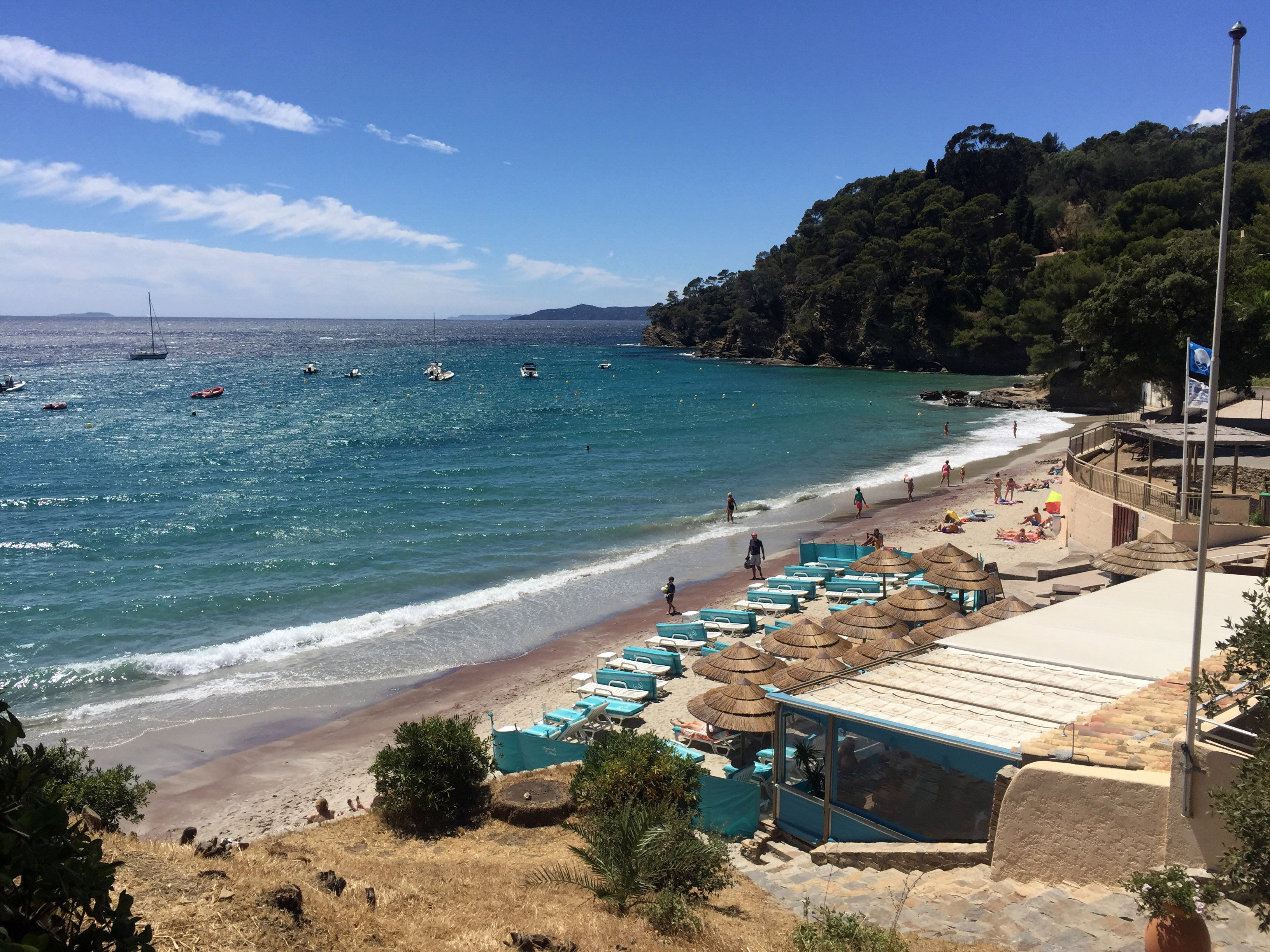
Plage du Rayol (ouest).
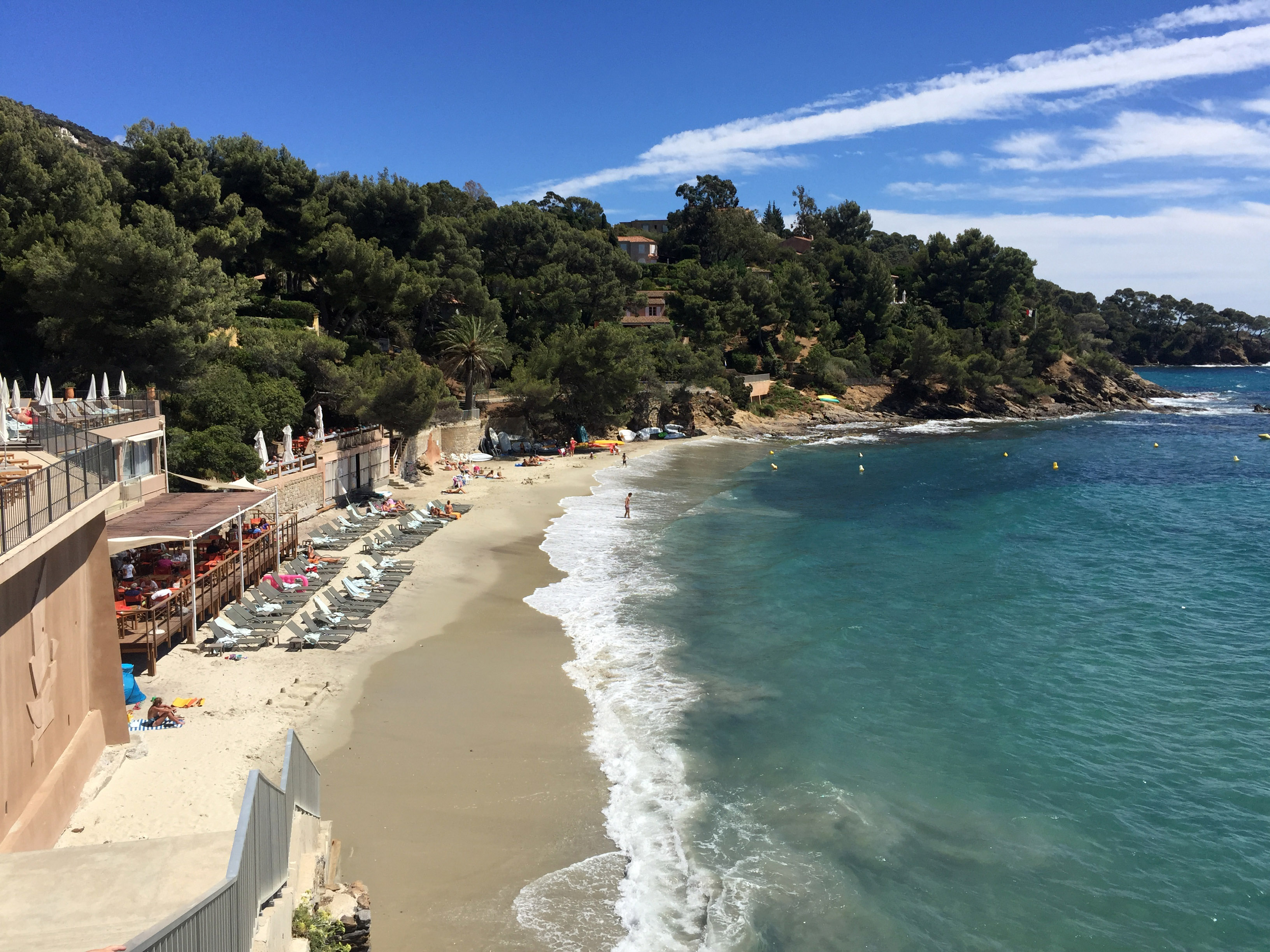
Plage du Rayol (est).

### Personnalités liées à la commune

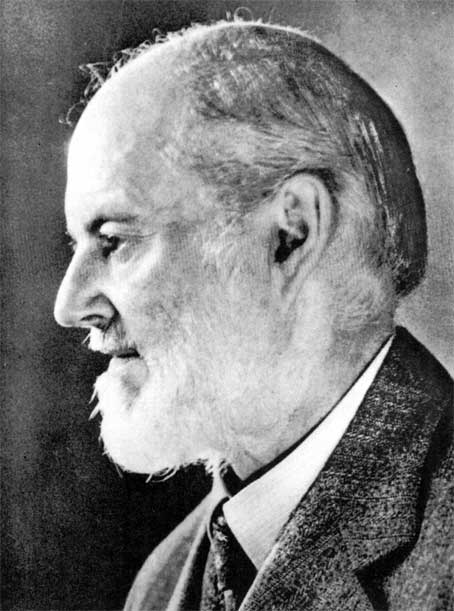
Sir Henri Royce.

- Adolphe Clément-Bayard (1855-1928), industriel français qui possédait une propriété à l'est du Rayol, près du Dattier. Voisin de la propriété Courmes. Une avenue de la commune porte son nom.
- Henri Royce (1863-1933), mécanicien anglais, pionnier de l'histoire de l'automobile et cofondateur de la marque automobile Rolls-Royce, qui a séjourné plusieurs hivers de 1911 à 1931 au Canadel avec ses équipes d'ingénieurs et de mécaniciens. Deux plaques sont apposées au Canadel en sa mémoire, près de son ancienne propriété et dans le patio de la mairie.
- Charles Koechlin (1867-1950), compositeur français ayant résidé dans la commune. Il meurt au Canadel le 31 décembre 1950, dans la villa qu'il avait fait construire en 1914 sur ses propres plans. Son nom a été donné à une voie communale.
- Charles Sarazin (1873-1950), architecte français actif à Paris, qui se prit de passion pour le Canadel au début du XXe siècle. Il construisit pour lui, sa famille et divers commanditaires privés, plusieurs villas. Sarazin a permis, à terme, la création du cimetière communal ou l'adduction d'eau potable dans la commune. Une avenue porte son nom.
- Paul Goy (1883-1964), médecin et poète français qui y vécut de 1952 à sa mort, dans sa villa Mirabel. Plusieurs de ses poèmes témoignent de ses impressions méridionales, de la beauté et de la magie du site.
- Henry Potez (1891-1981), ingénieur aéronautique français qui séjourna au Rayol pendant la Seconde Guerre mondiale dans le grand domaine racheté à Mme Courmes en janvier 1940 (aujourd'hui Domaine du Rayol, propriété du Conservatoire du littoral).  Il y amena son équipe de direction (dont Abel Chirac, père du futur président Jacques Chirac) et y employa dès 1942 Michel Goy (1914-1983), premier maire de la commune en 1949, en tant que régisseur et Étienne Gola, deuxième maire de la commune comme jardinier.
- Eugène Reuchsel (1900-1988), pianiste et organiste-compositeur français. Il possédait une villa au Rayol (Crocknotes) dans laquelle il séjournait lorsqu'il n'était pas en tournée de concerts. Grand interprète de Chopin et de Liszt, il a laissé une importante discographie et repose au cimetière communal. La commune a honoré sa mémoire en donnant le nom d'Eugène-Reuchsel à une avenue du Rayol en 1988[33].
- Édouard Georges Mac-Avoy (1905-1991), peintre français fréquentant le Rayol dès 1937 et qui y possédait une maison (Babou). Une avenue de la commune porte son nom depuis 1993.
- Pierre-André de Wisches (1909-1997), peintre français et créateur du subconscientisme au milieu des années 1960 ; mouvement pictural dont il est le seul adepte et qu'il qualifiait lui-même d'« abstrait figuratif », a souvent séjourné dans la commune entre 1950 et 1997. Selon Sam Aberg, il figure dans le monde de l'art comme un visionnaire du XXe siècle[34]. Pour marquer son attachement à la commune, le peintre a offert une grande toile à la municipalité à la fin des années 1970. Elle orne actuellement le bureau du maire. Il est inhumé au cimetière communal.
- Jacques Lerebourg (1932-2022), sculpteur sur acier. Habita la villa Ananda.
- Jacques Chirac (1932-2019), homme d'état français, homme politique et ancien président de la République française, y séjourna avec ses parents pendant la Seconde Guerre mondiale. Il y fit plusieurs visites officielles, notamment en 1978 et en 1995.
- Sacha Distel (1933-2004), chanteur, guitariste de jazz et compositeur français qui séjourna très souvent dans la villa de sa belle-famille. Il y est mort le 22 juillet 2004 et y repose. Une rue a été nommée en sa mémoire.

### Héraldique
|  | Les armoiries de Rayol-Canadel-sur-Mer, créées en 1956, se blasonnent ainsi : D'azur au soleil d'or mouvant de la pointe, à douze rayons convergeant vers la pointe et s'élargissant vers le chef, au croissant de gueules brochant sur les rayons, figurant la coque d'une nef contournée avec une voile du même chargée d'une étoile d'or ; au chef cousu de sinople chargé de trois écureuils accroupis d'or et tenant une pomme de pin du même. |

Il s'agit d'armes parlantes : « L'Azur formant le fond rappelle le ciel et la mer toujours bleue de notre littoral […] Le soleil dans sa gloire indique le caractère subtropical de notre station. La barque à voile latine a été prélevée sur l'écusson des Commandos d'Afrique et atteste que le Rayol a eu le privilège d'être le premier lambeau de terre de Provence à être libérée par les Commandos d'Afrique dans la nuit du 14 au 15 août 1944. Le chef cousu […] souligne l'importance et la qualité de nos forêts couronnant la bande littorale. Les trois écureuils par leur grâce et leur dynamisme symbolisent les trois agglomérations de la commune : le Rayol, le Canadel, Pramousquier. »
Le blason est sommé d'une couronne murale et encadré, à dextre, d'un rameau de pin aux aiguilles de sinople et aux pommes de sable, et à senestre, d'un rameau de mimosa aux feuilles de sinople et aux fleurs d'or. La devise de la commune est « Bene accipere ad revertendum semper » (« Bien accueillir pour retenir toujours »).
Ces armoiries ont été déposées à l'Armorial de France le 31 mars 1956.

### Cinéma
Plusieurs films ont choisi la commune pour décor :
- le film Demain tout commence d'Hugo Gélin fut en partie tourné en 2015 sur la plage du Canadel ;[réf. nécessaire]
- le film Renoir de Gilles Bourdos fut en grande partie tourné en 2012 au Domaine du Rayol.

## Activités sportives et balnéaires
- Chaque année, aux alentours du 15 août, une course à la nage est organisée entre l’extrémité ouest de plage du Rayol et l’extrémité est de la plage du Canadel (environ 1,2 kilomètre). Créée et organisée à l'origine par les plagistes, la course est depuis 2014 gérée par le Comité des Fêtes.
- Concours de châteaux de sable. Longtemps organisé au Rayol, il se déroule depuis le début des années 2010 au Canadel.

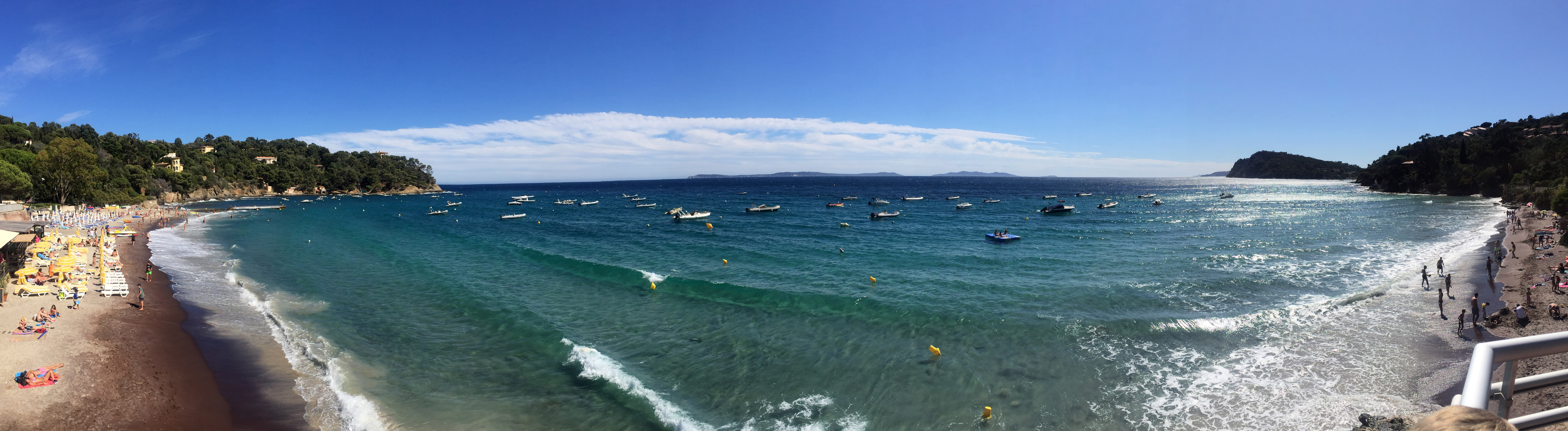
Panorama sur la plage de Canadel.